# Odontotrypes zhongdianensis
Odontotrypes zhongdianensis es una especie de coleóptero de la familia Geotrupidae.

## Distribución geográfica
Habita en Yunnan (China).